# Goygol (quận)
Goygol (tiếng Azerbaijan:Göygöl) là một quận thuộc Azerbaijan. Dân số thời điểm năm 2012 là 53266 người.